# Stortorget
Stortorget est une place de Gamla Stan, le centre historique de Stockholm.

## Présentation
Elle était le centre de la ville médiévale.
Elle comporte sur ses côtés de nombreux commerces, ainsi que le vieux bâtiment de la bourse de Stockholm (Börshuset), siège de l'Académie suédoise, le Musée Nobel et la bibliothèque Nobel.

## Histoire
Cette place fut le lieu du bain de sang de Stockholm en 1520, quand des membres de la noblesse suédoise furent exécutés sur l'ordre du roi danois Christian II.